# Wasserwerke Westerzgebirge
Der Zweckverband Wasserwerke Westerzgebirge (ZWW) entstand zum 1. Januar 1996  als Rechtsnachfolger des ehemaligen Zweckverbandes Kommunale Wasserversorgung und Abwasserbehandlung Westerzgebirge, der am 1. April 1993 von 39 Städten und Gemeinden der Altlandkreise Aue und Schwarzenberg gegründet wurde.
Als rein kommunaler Verband hat er die Aufgabe in seinem Verbandsgebiet die Bevölkerung und die gewerbliche Wirtschaft mit Trinkwasser zu versorgen und das entstehende Abwasser und die anfallenden Klärschlämme zu entsorgen. Alle Beschlüsse und Entscheidungen im Verband sind öffentlich und dienen dem Ziel, zu bezahlbaren Preisen und Gebühren eine für den Bürger stabile Ver- und Entsorgung zu gewährleisten.

## Wasserwerke Westerzgebirge GmbH
Zur Erhöhung der Effizienz und Ausnutzung von Synergien gründete der ZWW am 16. Oktober 1997 eine Betriebsführungs-GmbH, die Wasserwerke Westerzgebirge GmbH. Sie hat die Betriebsführung des Zweckverbandes für den Bereich Trinkwasser übernommen und erfüllt im Bereich Abwasser Dienstleistungen.
Ab 1999 wurde schrittweise das Verbandsgebiet der Wasserwerke Westerzgebirge vergrößert und der Bereich Abwasser neu gebildet.
Dabei wurden folgende Verbände/Gebiete aufgenommen:
- 1. Juli 1999      Abwasserzweckverbände Schwarzenberg, Bernsbach-Lauter,„Oberes Schwarzwassertal“, „An der Trinkwassertalsperre Eibenstock“
- 1. Januar 2001      Abwasserzweckverbände „Abtwald“ und „Oberes Zwönitztal“ und Übernahme der Trinkwasserversorgung der Ortsteile Günsdorf, Dorf-Chemnitz und Brünlos von Zwönitz
- 1. Januar 2005      Abwasserzweckverband „Würschnitztal“
- 1. Januar 2007      Übernahme der Abwasserentsorgung des Ortsteiles Adorf von Neukirchen
- 1. Januar 2009      Übernahme der Trinkwasserversorgung der Stadt Elterlein mit Ortsteilen Hermannsdorf und Schwarzbach
- 1. Januar 2012      Übernahme der Abwasserentsorgung der Stadt Elterlein mit Ortsteilen Hermannsdorf und Schwarzbach

Zur Nutzung der Ressourcen der Wasserver- und Abwasserentsorgung im Umweltkreislauf gründete die Wasserwerke Westerzgebirge GmbH mit einem privaten Partner am 4. Dezember 2004 die Vererdungsanlagen Westerzgebirge GmbH. Ziel dieser GmbH ist es, den überwiegend in den Kläranlagen der Wasserwerke anfallenden Klärschlamm im Rahmen einer offenen Mietenkompostierung zu kompostieren und später zu vererden. Mittlerweile verkauft das Unternehmen bis zu 5.000 m³ zertifizierte Pflanzenerde pro Jahr.

## Erweiterung des Abwassernetzes
Das Sächsische Wassergesetz schreibt allen Abwassereinleitungen die Einhaltung des „Standes der Technik“ vor. Diese Bedingung erfüllen nur der zentrale Abwasseranschluss des ZWW und die dezentrale vollbiologische Kleinkläranlage/abflusslose Grube. Um möglichst viele Grundstückseigentümer in den Jahren 2015 bis 2020 noch an das zentrale Abwassernetz anzuschließen, schloss der ZWW mit dem Erzgebirgskreis einen öffentlich-rechtlichen Vertrag zur abwasserseitigen Erschließung ab. Dieser Vertrag gewährt den Grundstückseigentümern, die vom ZWW noch zentral erschlossen werden, ab 2016 bis zum Zeitpunkt des zentralen Abwasseranschlusses für ihre bestehenden Kleinkläranlagen/abflusslose Gruben Bestandsschutz. Gleichzeitig verpflichtete sich der ZWW, im Zeitraum von 2015 bis 2020 insgesamt 3.250 Abwasserhausanschlüsse für insgesamt 10.634 Einwohner an sein zentrales Abwassernetz anzuschließen. Die Kosten für dieses Projekt liegen bei über 45 Mio. €. Viele Grundstückseigentümer beteiligen sich  finanziell an dieser Abwassererschließung.

## Investitionen
In den ersten 20 Jahren investierte der ZWW in seine Trink- und Abwasseranlagen über 260 Mio. €. Im Bereich Trinkwasser wurden Trinkwasseraufbereitungsanlagen, Hochbehälter und Pumpstationen neu gebaut oder ausgebaut. Durch die schrittweise Erneuerung der 1.670 km langen Trinkwasserleitungen konnten die Netzverluste von über 55 % (1990) auf 8 % (2016) gesenkt werden.
Im Bereich Abwasser entstanden  neue Zentral- und Gruppenkläranlagen mit Reinigungstechnik. Zur gezielten Ableitung der Regenwässer wurden Regenüberlaufbecken und Regenstauraumkanäle gebaut. Über das vielerorts neue, 790 km lange Kanalnetz des ZWW entsorgten 2016 88 % aller Einwohner im Gebiet des ZWW ihre Abwässer zentral. 1990 lag dieser Anteil bei lediglich 30 %.
Ab Jahresmitte 2013 begann der ZWW, schrittweise selbst Energie und Wärme für den Eigenbedarf mittels Mikrogasturbinen und Photovoltaikanlagen zu erzeugen. Durch die selbst produzierte Energiemenge, intelligente Steuerungen der Bedarfsmengen, aber auch durch den Einsatz energiesparender Technologien in der Pumpentechnik, konnte der Fremdenergiebezug des Verbandes seit 2012 um 24 % gesenkt werden.
Im Jahr 2017 wollen die Wasserwerke Westerzgebirge 17,190 Mio. € in ihre Anlagen investieren.

## Verbandsgebiet
Derzeit sind die Wasserwerke Westerzgebirge für die Ver- und/oder Entsorgung im Trink- bzw. Abwasser für 152.500 Einwohner zuständig. Das Ver- und Entsorgungsgebiet des Zweckverbandes Wasserwerke Westerzgebirge und der Wasserwerke Westerzgebirge GmbH unterscheidet sich in seinen kommunalen Grenzen (Gebiete der Abwasserentsorger Sachsen und Wasserversorger Sachsen).
Die angeführten Städte und Gemeinden gehören dem jeweiligen Bereich Trink- oder Abwasser an und somit zur Zuständigkeit des ZWW.

### Meisterbereiche – Trinkwasser

#### Meisterbereich Raschau
- Raschau - Markersbach (mit OT Langenberg)
- Lauter -  Bernsbach
- Elterlein (mit OT Schwarzbach und Hermannsdorf)
- Grünhain-Beierfeld (mit OT Waschleithe)
- Schwarzenberg (nur OT Grünstädtel, Bermsgrün, Pöhla und Jägerhaus)
- Zwönitz (mit OT Niederzwönitz, Dorfchemnitz, Günsdorf, Brünlos, Lenkersdorf und Kühnhaide)

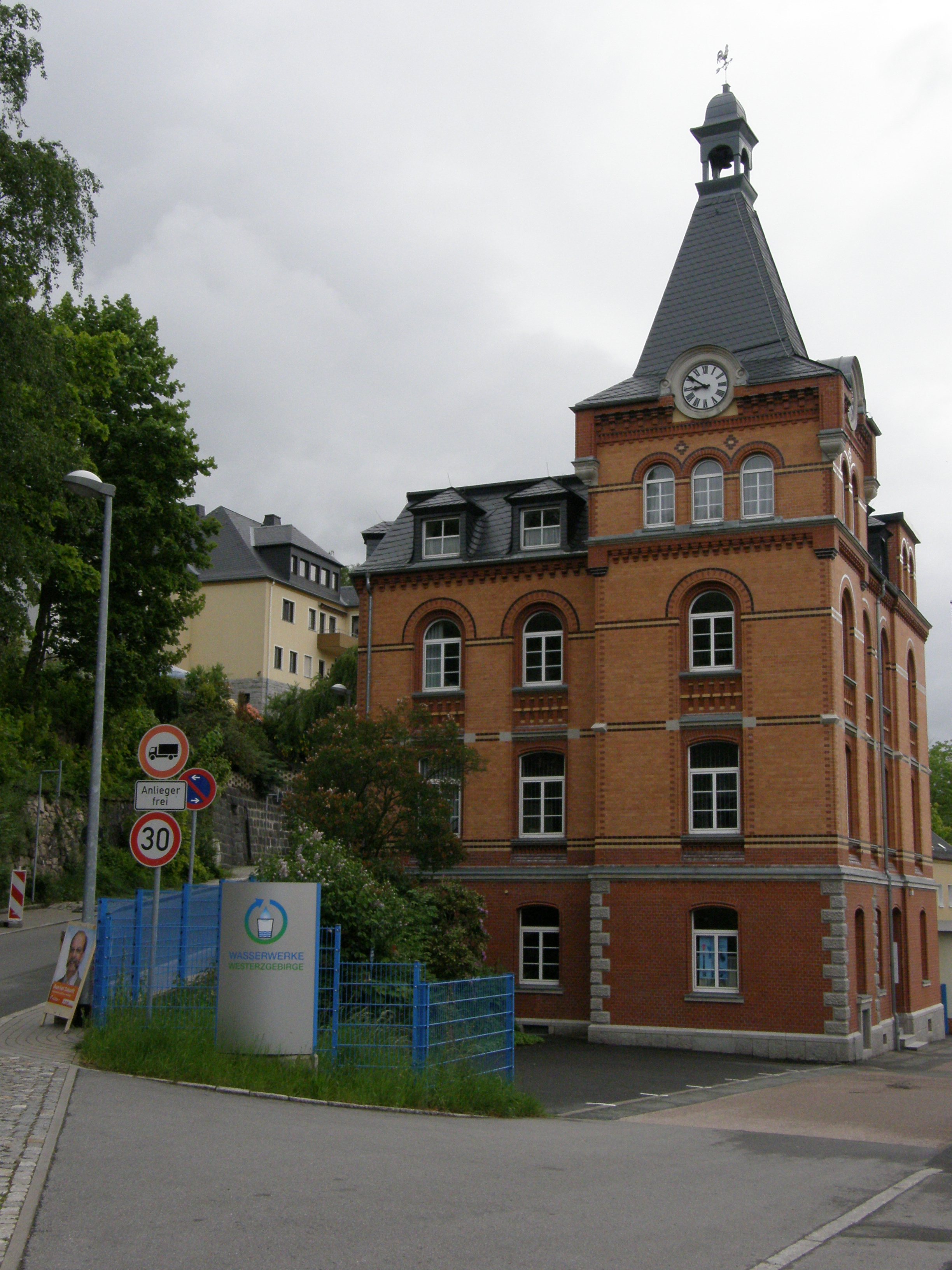
Sitz des Meisterbereiches Trinkwasser Aue der Wasserwerke Westerzgebirge GmbH

#### Meisterbereich Aue
- Aue-Bad Schlema (mit OT Alberoda und Wildbach)
- Lößnitz (mit OT Affalter, Dittersdorf und Grüna)
- Schneeberg (mit OT Lindenau und Griesbach)

#### Meisterbereich Johanngeorgenstadt
- Johanngeorgenstadt

- Breitenbrunn (mit OT Erlabrunn, Steinheidel, Antonsthal, Antonshöhe, Rittersgrün und Tellerhäuser)
- Bockau
- Schwarzenberg nur OT Erla
- Eibenstock (mit OT Wildenthal, Blauenthal, Carlsfeld, Wolfsgrün, Neidhardtsthal und Sosa)
- Schönheide (mit OT Wilzschhaus und Altwiesenhaus)
- Stützengrün (mit OT Lichtenau und Hundshübel)
- Zschorlau (mit OT Albernau und Burkhardtsgrün)

### Meisterbereiche – Abwasser

#### Meisterbereich Schwarzenberg
- Breitenbrunn mit OT
- Eibenstock mit OT, außer Sosa
- Elterlein mit OT
- Grünhain-Beierfeld mit OT
- Johanngeorgenstadt
- Lauter-Bernsbach
- Raschau-Markersbach mit OT
- Schönheide
- Schwarzenberg mit OT
- Stützengrün

#### Meisterbereich Thalheim

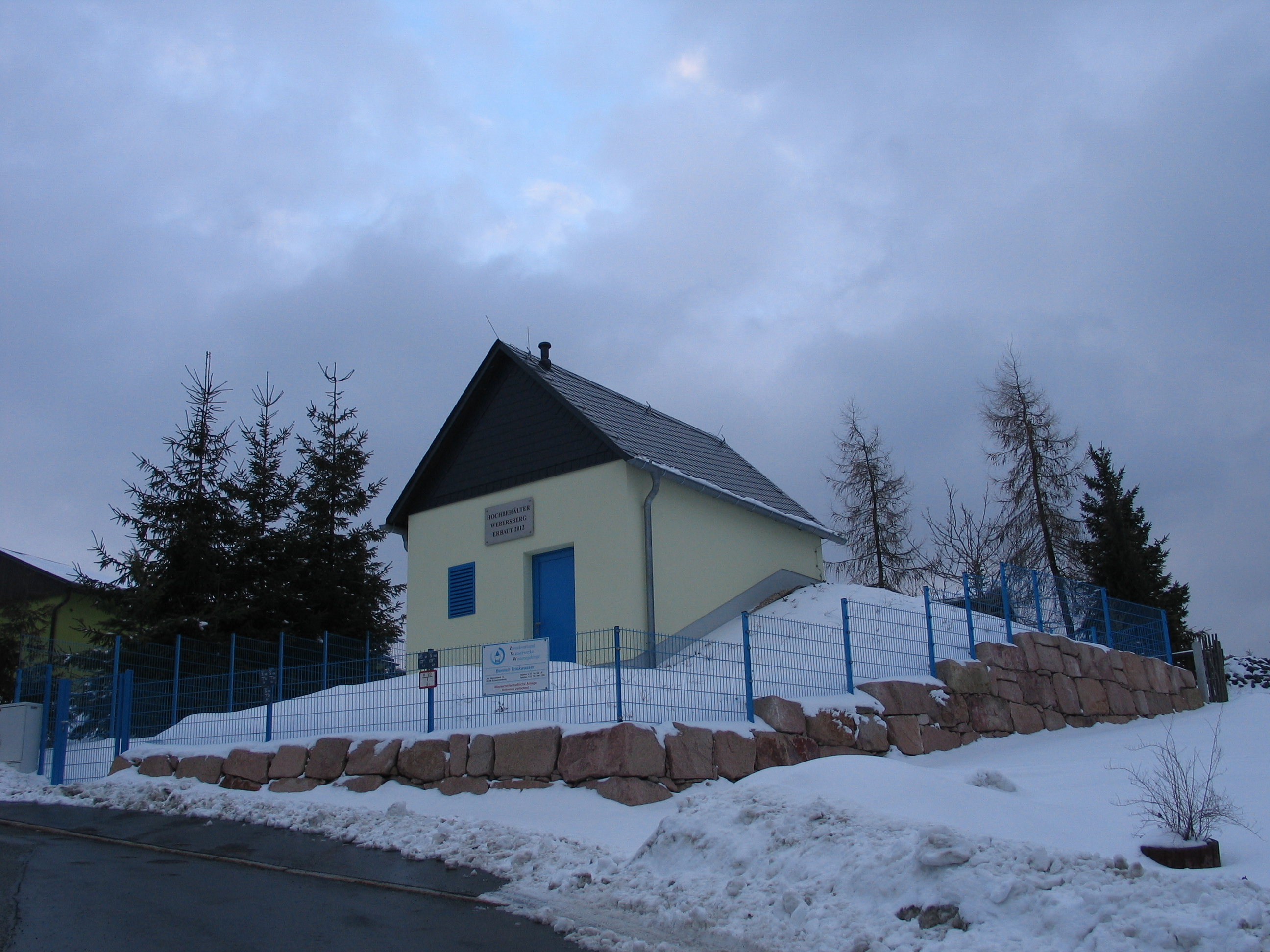
Hochbehälter Webersberg

- Auerbach
- Burkhardtsdorf mit OT
- Gornsdorf
- Jahnsdorf mit OT
- Neukirchen mit OT
- Thalheim mit OT
- Zwönitz mit OT

## Firmensitz
Der Hauptsitz des Unternehmens ist Schwarzenberg, Am Wasserwerk 14.